# Velika nacionalna matična loža "Tri globusa"
Velika nacionalna matična loža "Tri globusa" (njem. Große National-Mutterloge "Zu den drei Weltkugeln"), skraćeno GNML 3WK, jedna je od pet velikih loža koje čine Ujedinjene velike lože Njemačke, regularnu veliku ložu u Njemačkoj. Najstarija je priznata velika loža u Njemačkoj osnovana 1740. godine u Berlinu. Svoj vrhunac je doživjela 1933. godina kada je imala 22.700 članova u 177 masonskih loža. Bila je prisiljna prestati s radom 1935. s još sedam velikih loža. Svoj rad je obnovila 1946. godine. Jedna je od tri staropruske velike lože.

## Povijest
Fridrik Hohenzollernski primljen je u slobodno zidarstvo još kao prijestolonasljednik, i to bez znanja svog oca, tijekom noći s 14. na 15. kolovoza 1738. godine, u Braunschweigu, od strane hamburških slobodnih zidara. Nakon inicijacije, pozvao je baruna Georga Wilhelma Ludwiga von Oberga i književnika Jakoba Friedricha Bielfelda – koji su imali ključnu ulogu u njegovu primanju – u dvorac Rheinsberg. Tamo je, pod predsjedanjem von Oberga, osnovana loža pod imenom "Prva loža" ili "Loža kralja, našeg velikog majstora" (fran. La loge première ili La loge du Roi notre grand maître). Nakon što je stupio na prijestolje, Fridrik II. je osobno nastavio voditi ložu. Prvi slobodnozidarski sastanak održao je 20. lipnja 1740. godine u svojim privatnim odajama u dvorcu Charlottenburg.

### Osnivanje
Budući da je Loža "Prva" bila rezervirana isključivo za članove pruskog kraljevskog dvora i plemstvo, pojavila se potreba za osnivanjem "pučke" lože dostupne i širem krugu slobodnih ljudi. Stoga je Fridrik II. dao suglasnost svom tajniku, tajnom savjetniku Charlesu Étienneu Jordanu, za osnivanje nove lože. Jordan, koji je studirao teologiju u Ženevi i bio jedan od Fridrikovih najbližih savjetnika, preuzeo je vodeću ulogu u osnivanju lože. Za datum osnutka Velike lože smatra se 13. rujna 1740. Toga su dana članovi koji su živjeli u Berlinu, uz kraljevu suglasnost i pod vodstvom Jordana, osnovali Ložu "Tri globusa" (Loge Aux trois Globes; njem. Zu den drei Weltkugeln), po uzoru na prvu Veliku ložu Engleske. Kada je iste godine Fridrik II. otputovao u Prvi šleski rat, Loža "Prva" bila je raspuštena, a njezini su se članovi pridružili novoj Loži "Tri globusa".

### Priznanje od strane Velike lože Engleske
Loža "Tri globusa" nije dobila formalni konstitucijski patent (osnivačku povelju) od Velike lože Engleske. Međutim, njezin pravilnik uvelike se temeljio na pravilima Velike lože Hamburga, koja su slijedila engleski uzor. Prvi starješina, Philipp Simon, pribavio je ritualne materijale iz Hamburga kako bi ih primijenio u radu lože.
Između Velike lože Engleske i Lože "Tri globusa" postojao je redovit slobodnozidarski kontakt, što se u to vrijeme smatralo implicitnim oblikom priznanja. Dana 24. veljače 1741. Frederick Sebastian Wunibald Truchsess von Waldburg, u pratnji Jakoba Friedricha von Bielfelda, primljen je u Veliku ložu Engleske prilikom diplomatskog putovanja u London. Oba su slobodna zidara 19. ožujka 1741. sudjelovala na velikoj svečanosti slobodnih zidara. Po povratku, von Bielfeld je prenio pozdrave engleskih slobodnih zidara, koji su istaknuli da su prihvaćanjem ovih pruskih slobodnih zidara željeli iskazati počast "kraljevskom bratu iz Pruske" (misleći na kralja Fridrika II.) i njegovim ložama, smatrajući ga, kao prirodnog velikog majstora u vlastitoj zemlji, ovlaštenim da sam osniva lože.

### Širenje velike lože i osnivanje novih loža
U skladu s običajima svoga vremena, Loža "Tri globusa" je tijekom narednih godina sama osnivala nove lože. Tako je 18. svibnja 1741. osnovana Loža "Tri kostura" (Loge Zu den drei Gerippen) u Wrocławu, 7. rujna 1741. Loža "Tri kompasa" (Loge Zu den drei Kompassen) u Meiningenu, a čak i u Neuchâtelu u Švicarskoj, koji je tada bio pod pruskom vlašću, 1. veljače 1742. osnovana je Loža "Tri plamteće zvijezde" (Loge Zu den drei flammenden Sternen).
Dana 9. prosinca 1754. osnovana je Loža "Mala loža sloge" (Kleine Loge Zur Eintracht; fran. La petite loge de la Concorde), koja i danas djeluje pod imenom "Sloga" (Zur Eintracht).
Godine 1760. Loža "Tri globusa" izdala je osnivačku povelju Loži "Prijateljstvo kod tri golubice" (fran. Loge De l'Amitié aux trois Colombes) i priznala ju kao svoju ložu-kćer. Iz te je lože kasnije proizašla Velika loža Pruske "Royal York". Nakon što se ta loža odvojila od Lože "Tri globusa", dobila je 1767. godine osnivačku povelju izravno od Velike lože Engleske.
Zbog razvoja novih loža i širenja utjecaja, Loža "Tri globusa" je 24. lipnja 1744. promijenila ime u Velika kraljevska matična loža "Tri globusa" (Große Königliche Mutterloge zu den drei Weltkugeln), a konačno 5. srpnja 1772. u Velika nacionalna matična loža pruskih država (Große National-Mutterloge der Preußischen Staaten).
Dana 30. studenoga 1742., na dan svetog Andrije, slobodni zidari iz Lože "Tri globusa", uz njezino odobrenje, osnovali su škotsku ložu pod nazivom "Unija" (Loge L'Union). Svrha osnutka bila je, kako su naveli, "(…) poticanje mlađe braće na uzdizanje prema višim, takozvanim škotskim stupnjevima slogodnog zidarstva (…)". Za starješinu  izabran je Jacobo Fabris.
Uz pomoć Velike matične lože "Tri globusa" grof Ivan Drašković je 1773. godine u Zagrebu formirao Ložu "Mudrost", koja će kasnije pristupiti Velikoj pokrajinskoj loži Hrvatske.

### Striktna opservancija
Dana 5. ožujka 1767. škotska Loža "Unija" priključila se sustavu Striktne opservancije koji je bio snažno utemeljen na elementima templarskog reda i klerikalno-hijerarhijskom učenju. Velika matična loža "Tri globusa" također se pridružila tom sustavu. Taj potez naišao je na otpor unutar drugih loža pod njenim okriljem. Primjerice, u Loži "Sloga", od 31 člana samo ih je deset pristupilo radu u višim stupnjevima, dok se preostalih 21 nije željelo prilagoditi novom sustavu.
Već 1778. godine Velika matična loža počinje se neformalno distancirati od Striktne opservancija, a 5. srpnja 1779. službeno donosi odluku da ni ona ni lože pod njenom zaštitom više neće raditi po višim stupnjevima tog sustava. Ipak, zbog obzira prema vojvodi Ferdinandu od Braunschweiga, tadašnjem velikom meštru svih škotskih loža i šogoru Fridrika II., formalni raskid sa Striktnom opservancijom još nije bio objavljen.
Nakon Konventa u Wilhelmsbadu 1782., koji je označio kraj Striktne opservancije, loža je 10. studenoga 1783. godine službeno istupila iz sustava i proglasila se neovisnom. Tada je prihvatila Ispravljeni škotski obred.

### Weimarska Republika te nacionalsocijalizam
Nakon Prvog svjetskog rata, slobodno zidarstvo u tadašnjoj Njemačkoj našlo se u složenoj situaciji — između vlastite tradicionalne lojalnosti državi i rastuće protumasonske propagande nacionalsocijalista, koji su otvoreno zagovarali zabranu slobodnozidarskih organizacija. Stav Velike matične lože "Tri globusa" dodatno je bio potaknut sve izraženijim nacionalno-konzervativnim, pa čak i völkisch (etnonacionalističkim) usmjerenjem unutar loža pod njenim okriljem. Središta takvih ideoloških tendencija bila su tzv. "Wetzlarski krug" i "Bielefeldski krug", koje su 1925. osnovale lože pod okriljem Velike lože "Tri globusa".
Odnos slobodnih zidara prema državi tradicionalno je uređen Starim dužnostima u Andersonovim Konstitucijama, koje propisuju državi odan, apolitičan i lojalan karakter slobodnog zidara. Zbog toga otvoreni otpor masonskih loža nacistima nije bio uobičajen, a pojedini primjeri otpora uglavnom su bili rezultat osobne inicijative pojedinaca. Nakon što je Nacionalsocijalistička stranka preuzela vlast 1933. godine, neke su masonske organizacije same napustile Njemačku. Opća liga slobodnih zidara (Allgemeine Freimaurerliga) i Velika simbolička loža Njemačke obustavile su svoj rad, dok je Vrhovno vijeće Škotskog obreda suspendirao sve aktivnosti u Njemačkom Reichu.
Velika loža "Tri globusa", kao i dvije preostale staropruske velike lože, pokušale su uvjeriti nacističke vlasti u svoju odanost državi kako bi izbjegla zabranu. U tom procesu sve se više udaljavala od izvornih masonskih načela. Godine 1922. te tri lože istupile su iz Saveza njemačkih velikih loža, navodeći kako se ne slažu s njegovim pacifističkim i međunarodno usmjerenim stavovima. Dana 16. veljače 1924. objavile su zajedničku izjavu u kojoj su navele da se članom lože može postati isključivo kršćanin, te da lože neće održavati kontakte s velikim ložama iz zemalja pobjednica Prvog svjetskog rata.
Unatoč pritiscima, tadašnji veliki majstor "Tri globusa", Karl Habicht, odbio je ukloniti riječ "slobodni zidar" iz naziva velike lože. Međutim, pod rastućim utjecajem nacionalističkih članova, bio je prisiljen dati ostavku jer "više nije uživao povjerenje većine loža pod svojim okriljem". Naslijedio ga je Otto Bordes, koji je promijenio ime velike lože u Nacionalni kršćanski red "Fridrik Veliki" (Nationaler christlicher Orden Friedrich der Große). Unutar organizacije uklonjeni su gotovo svi elementi tradicionalnog slobodnog zidarstva: masonska pregača je ukinuta, Salomonov hram zamijenjen je "Njemačkom katedralom" ili Strasburškom katedralom, a Hiramova legenda zamijenjena je mitom o staronordijskom bogu Baldru. 
Unatoč tim pokušajima prilagodbe režimu, zabrani se nije moglo izbjeći. Ministarstvo unutarnjih poslova naložilo je svim velikim ložama da najkasnije do 21. srpnja 1935. pokrenu likvidacijske postupke za sebe i sve lože pod svojim okriljem.
Godine 1934. prostorije velike lože u Berlinu bile su pretražene, a Otto Bordes uhićen od strane Gestapoa. Proveo je nekoliko mjeseci u koncentracijskom logoru Columbia, pored Berlina. Godine 1933. Velika loža "Tri globusa" imala je 22.700 članova u 177 loža.

### Nastavak rada nakon 1945.
Nakon završetka Drugog svjetskog rata, Velika loža "Tri globusa" ponovno je aktivirana već 1946. godine. Dana 18. svibnja iste godine, američke okupacijske vlasti dale su slobodnim zidarima dozvolu za nastavak rada na području svoje zone. Tako je djelovanje velike lože u početku je bilo ograničeno isključivo na američki sektor Berlina, a tijekom tog razdoblja izgubila je znatan dio loža pod svojom zaštitom.
Ukupno 42 lože pod okriljem Velike lože "Tri globusa", osobito one izvan Zapadnog Berlina, pridružile su se 1949. godine Ujedinjenoj velikoj loži Njemačke. Samo pet loža ostalo je vjerno matičnoj Velikoj loži, čekajući njezino službeno odobrenje za djelovanje na tom teritoriju.
Kao zajedničko nacionalno predstavništvo njemačkog slobodnog zidarstva prema inozemnim regularnim velikim ložama, 1958. godine osnovan je savez Ujedinjene velike lože Njemačke. Velika loža "Tri globusa" pristupila je toj zajednici tek 1970. godine.

## Ustroj
Sjedište Velike lože "Tri globusa" je u Berlinu.
Grb lože prikazuje tri istovjetna globusa ili zemaljske kugle, od kojih je svaka okružena dijagonalno položenim prstenom i smještena u postolje s tri noge. Simboliziraju nebeski globus, zemaljski globus i armilarnu sferu. Tri kugle postavljene su na mozaičkom pločniku u obliku trokuta čiji je vrh okrenut prema gore. Fridrik II. vjerojatno se inspirirao grbom talijanske obitelji Medici, aludirajući tako na učene društvene krugove koji su nastajali pod njihovim pokroviteljstvom, kao i na Platonovu ideju svijeta kao jedinstvene kugle koja lebdi u prostoru.

### Lože
U listopadu 2024. godine pod okriljem ove velike lože radi 51 loža, od toga 14 u Berlinu, tri u Potsdamu, po dvije u Augsburgu i Hannoveru, kao i po jedna u Arnsbergu, Bad Kreuznachu, Bad Salzuflenu, Bernburgu, Bonnu, Brandenburgu na Hevelu, Braunschweigu, Bremenu, Düsseldorfu, Eberswaldeu, Frankfurtu na Majni, Frankfurtu na Odri, Gothi, Güstrowu, Hamburgu, Helmstedtu, Kamenu, Kölnu, Krefeldu, Kleveu, Luckau, Magdeburgu, Meiningenu, Perlebergu, Prenzlau, Remscheidu, Rostocku, Soestu, Torgau i Wernigerodeu.

### Međunarodna suradnja
Preko Ujedinjenih velikih loža Njemačke ova velika loža sudjeluje u radu Svjetske konferencije regularnih masonskih velikih loža.

### Obred
Velika nacionalna matična loža "Tri globusa" upravlja simboličkim stupnjevima plave lože (učenik, pomoćnik i majstor) i delegira upravljanje visokim stupnjevima na dodatna tijela i redove. Primarni obred ove velike lože je Obred Tri globusa.

## Poznati članovi
Neki od poznatih članova ove velike lože bili su:
- Fridrik II. Veliki (1712. – 1786.), pruski kralj
- Gustav Stresemann (1878. – 1929.), državnik i 16. kancelar